# 구미중앙로
중앙로(Jungang-ro Road, 中央路, 지방도 제906호선의 일부)는 구미시 원평동에서 시작하여 광평동에서 끝나는 구미시의 시내도로이다. 구미시에서 교통량이 많은 도로 중 하나이며, 구미 도심에서 수출로, 선기로 등을 잇는 구미시의 핵심적인 중추 도로이다.

## 노선 경로
| 제2구미교네거리  | 선기로, 산업로             |  |
| 역전삼거리       | 역전로                     |  |
| 금오산네거리     | 금오산로                   |  |
| 송원육교 삼거리  | 송원서로                   |  |
| 터미널네거리     | 송원동로                   |  |
| KBS네거리        | 송정대로, 산업로           |  |
| 구미나들목네거리 | 경부고속도로 (구미 나들목) |  |
| 롯데마트앞삼거리 | 구미대로                   |  |

## 같이 보기
- 구미시